# Гармаев, Уржин
Уржи́н Гарма́евич Гарма́ев (бур. Гармын Үржэн; 1888 — 13 марта 1947) — офицер в армии атамана Г. М. Семёнова, генерал-лейтенант армии Маньчжоу-го, генерал Императорской армии Японии.

## Биография
Уржин Гармаев родился в 1888 году в местности Тогото близ села Макарово Красноярской волости Нерчинского уезда Забайкальской области. По национальности — бурят.
В 1912 году окончил Читинское городское училище и работал учителем в бурятских улусах, преподавал русский и бурятский языки. До революции член партии социалистов-революционеров.
В конце 1917 года жизнь Уржина Гармаева круто меняется. На допросе 27 ноября 1945 года он описал это событие следующим образом:

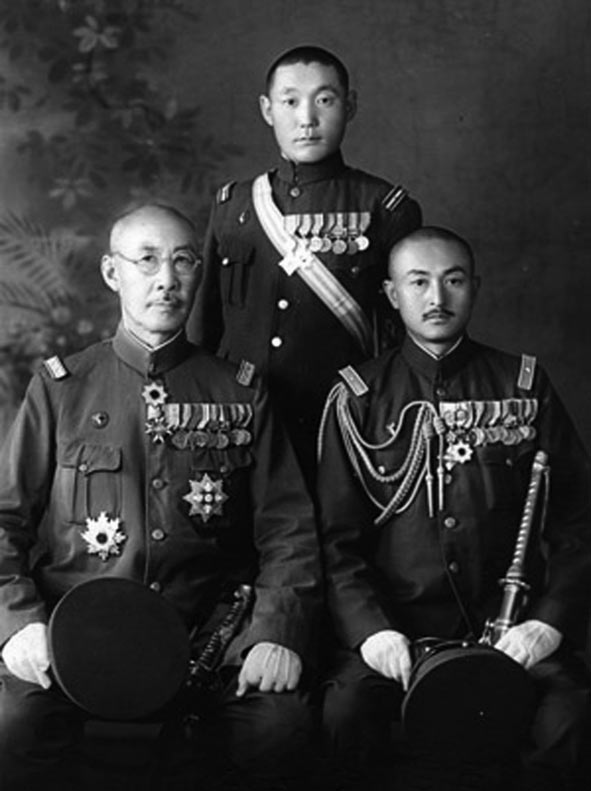
Командование 10-м военным округом армии Маньчжоу-го: генерал-лейтенант Уржин Гармаев (слева) и генерал Жинжууржав (справа)

«Когда я работал в булуке Догоди Агинского аймака, ко мне в последних числах декабря 1917 года приехал помощник настоятеля Цугульского дацана лама Шойдор Дылгыров, заявивший, что он прибыл по указанию общего собрания лам и хошунского начальства с предложением поехать мне и сельскому учителю Дылыку Цыренову в город Маньчжурия, где располагался в то время штаб Семёнова… Вместе с Цыреновым я посетил в отеле «Метрополь» Семёнова и, получив от него обещание поддержать борьбу кулацко-ламской верхушки против Советской власти, передал это Дылгырову»

### В годы Гражданской войны
Летом 1918 года Гармаев принял активное участие в создании воинских формирований из бурятского населения в помощь войскам атамана Семёнова. В сентябре 1918 года Забайкалье было оккупировано японскими войсками. 
В апреле 1919 года Гармаев окончил военную школу и получил чин прапорщика. Служил в 1-м Бурят-Монгольском полку, затем — офицером для поручений в военном отделе Бурят-Монгольской Думы.
В декабре 1919 года прикомандирован атаманом Семёновым к штабу отдельного кавалерийского дивизиона имени генерала Крымова в городе Троицкосавске, которому было поручено вторгнуться в северные районы Монголии, однако дивизион был разбит советскими войсками.

### Эмиграция в Маньчжурию
С возвращением большевиков в Сибирь, Уржин Гармаев с семьёй навсегда покидает родные места и поселяется в Шэнэхэнском хошуне Хулун-Буирского округа, в 30 километрах от города Хайлара. В Маньчжурии он продолжал тесные контакты с Белой эмиграцией. 
Вместе с тем, по заданию японской разведки, Гармаев старается популяризировать среди шэнэхэнских бурят идею создания из монголов, баргутов и бурят панмонгольской политической организации и Панмонгольского государства, в которое должны были войти Внешняя Монголия, Барга, Внутренняя Монголия и Бурят-Монгольская республика.
В 1931 году Япония нападает на Китай с целью отторгнуть Маньчжурию. Китайцы и ассимилированные маньчжуры начинают расправы над японцами, оказавшимися в Маньчжурии до начала боевых действий. Уржин Гармаев укрывает семерых японских военнослужащих. На допросе впоследствии он сказал:

«После прихода японских войск эти японцы выразили мне свою благодарность и называли своим спасителем. Факт укрытия и спасения мною этих семи японских граждан сыграл решающую роль в моей дальнейшей военной карьере, так как он говорил о моём дружеском отношении к японцам и что мне, следовательно, можно вполне доверять»
. 
1 марта 1932 года образуется марионеточное государство Маньчжоу-го. Гармаева приглашают в Хайлар, где японцы предложили ему сформировать бурят-монгольские части в Северо-Хинганской провинции. Он дал согласие, и военное министерство Маньчжоу-Го назначило его командующим охранными войсками, присвоив звание полковника. Эти части несли охрану границы с Советским Союзом и Монгольской Народной Республикой.
Войска Уржина Гармаева, сведённые в  «Хинганский северный охранный отряд», участвовали  во вторжении японской армии в Монголию в районе реки Халхин-Гол. Потери войск Гармаева составили около 100 человек.

### Вторая мировая война
В 1940 году Гармаева назначили командующим войсками 10-го военного округа армии Маньчжоу-го.  Ему присваивают воинское звание генерал-лейтенанта. 
Округ охватывал территории Северо-Хинганской и Восточно-Хинганской провинций. Под командованием Гармаева округ проводил активную подготовку к боевым действиям против СССР, а также вёл контрразведывательную работу против советских спецслужб. 
В декабре 1944 года Гармаев был смещён с поста командующего военным округом в связи с тем, что он не имел академического военного образования. В начале 1945 года Гармаев вступил в должность начальника военного училища в городе 
Ваньемяо.

### Добровольная сдача в плен
9 августа 1945 года Советский Союз объявляет войну Японии. В короткий срок Квантунская армия была разгромлена. 
31 августа Уржин Гармаев добровольно сдался в плен, явившись в советскую комендатуру города Чанчунь. В доказательство, что он является генералом Квантунской армии, Гармаев предъявил свои документы и награды — три ордена и семь медалей.
По приговору Военной коллегии Верховного Суда СССР Уржин Гармаев расстрелян 13 марта 1947 года в Москве.
23 июня 1992 года Уржин Гармаев был реабилитирован Генеральной прокуратурой Российской Федерации. 

## Семья
- Отец — Гармай Будаев.
- Жена — Мадык Даваева.
  - Сын — Дашинима; в 1945 г. студент училища государственных чиновников в г. Чанчунь; в настоящее время проживает в г. Улан-Батор.
  - Дочь — Санджидма (1937 г. р.), до 1992 г. жила в КНР, затем переехала в РФ; у неё две дочери, четыре внука и один правнук; проживают в г. Улан-Удэ[4].
- Брат — Даза Гармаев, его жена — Сабык.
- Сестра — Сымжит.

В 1945 году все они проживали в Тумет-Хошуне Южно-Хинганской провинции (Маньчжурия).